# ロムレア
ロムレア（学：Romulea）は、アヤメ科に含まれる属の一つ。または、ロムレア属に含まれる植物の総称。

## 特徴
クロッカスやニワゼキショウに似た派手な色の花を咲かせる、南部アフリカ、地中海沿岸地域が原産地の半耐寒性球根植物である。花期は2～5月で、葉は線形をしている。花色は赤紫色、黄色、青紫色などがある。品種は多岐に渡るが、品種名は明記せず流通している場合もある。

## 栽培方法
球根は小さいので植え付け時に深く植えすぎないように注意する。耐寒性も高く氷点下でも枯れる事は少ない。夏には休眠する。成長期には液体肥料等を与えると花付きが良くなる。

## 名称について
属名 Romulea の由来はローマ帝国建国者のロムルスに因む。

## 下位分類
本節では栽培される種を掲載する。参考元はこちら。
- ロムレア・アエモナ

　（Romulea amoena）
- ロムレア・クルシアナ

　（Romulea clusiana）
- ロムレア・トルツオサ

　（Romulea tortuosa）
- ロムレア・バルボコディウム

　（Romulea bulbocodium）
- ロムレア・フラヴァ

　（Romulea flava）
- ロムレア・ロゼア

　（Romulea rosea）